# Filip I de Macedònia
Filip I de Macedònia (en grec antic Φίλιππος) era rei de Macedònia potser des del 640 aC al 602 aC.
Va ser el sisè rei de Macedònia de la dinastia argèada, segons les llistes de Publi Herenni Dexip i altres historiadors que reprodueix Eusebi de Cesarea. Heròdot el fa el tercer rei, ja que no inclou a Caranos, a Coinos ni a Tirimes o Turimmes (un rei del que només se'n sap el nom, si no és mític) i comença la llista per Perdicas I.
Era fill d'Argeu I. Segons Eusebi va regnar 38 anys i Dexip diu que 35. Va deixar un fill de nom Aerop I que el va succeir.